# 厨槽现实主义
厨槽现实主义（又名厨槽戏剧）指的是20世纪50年代晚期到60年代早期发生在英国的文化运动。这场社会现实主义运动涵盖剧院、美术、小说、电影以及电视剧等诸多领域。在这类作品中，主人公通常是些愤怒的青年人，经常能够看到的场景就是工人阶级的家庭生活：一家人挤在一间狭小的租来的房子里，这些英国人不工作的时候，就泡在肮脏的街坊酒吧探讨着当前的社会问题和政治纷争。
而采用这种表现风格的电影、戏剧和小说经常会把背景设在较为贫穷的北英格兰工业区，使用当地的方言和俚语。电影《周日总是下雨》（1947年）就是厨槽现实主义作品的先驱，约翰·奥斯本的《愤怒地回顾》（1956年）则被认为是此类作品的第一部著作。这部作品中的爱情三角恋就发生在英格兰中部的一座只有一间房子的狭小公寓中。厨槽主义的传统表现手法一直延续到21世纪，在电视节目《加冕街》和《东区人》中还可以找到这种表现手法。
在绘画领域，批评家大卫·西尔维斯特把那些描绘社会现实，尤其是家庭生活场景的画家们称作“厨槽学派”。